# UCI Àsia Tour 2008-2009
L'UCI Àsia Tour 2008-2009 va ser la cinquena edició de l'UCI Àsia Tour, un dels cinc circuits continentals de ciclisme de la Unió Ciclista Internacional. Estava formada per 31 proves, organitzades del 4 d'octubre de 2008 al 15 de setembre de 2009 a Àsia.

## Evolució del calendari

### Octubre de 2008
| Data  | Cursa                      | País      | Cat. | Vencedor              | Equip                 |
| ----- | -------------------------- | --------- | ---- | --------------------- | --------------------- |
| 4-8   | Milad de Nour Tour         | Iran      | 2.2  | Ahad Kazemi Sarai     | Tabriz Petrochemical  |
| 10-12 | Kerman Tour                | Iran      | 2.2  | Ghader Mizbani        | Tabriz Petrochemical  |
| 19-25 | Tour de Hong Kong Shanghai | Hong Kong | 2.2  | Christoff van Heerden | Konica Minolta-Bizhub |
| 26    | Japan Cup                  | Japó      | 1.HC | Damiano Cunego        | Lampre                |

### Novembre de 2008
| Data  | Cursa             | País            | Cat. | Vencedor         | Equip                    |
| ----- | ----------------- | --------------- | ---- | ---------------- | ------------------------ |
| 8-9   | Tour d'Okinawa    | Japó            | 2.2  | Yukiya Arashiro  | Meitan Hompo-GDR         |
| 11-19 | Tour de Hainan    | R.P. de la Xina | 2.1  | Boris Shpilevsky | Equip nacional de Rússia |
| 23-5  | Volta a Indonèsia | Indonèsia       | 2.2  | Ghader Mizbani   | Tabriz Petrochemical     |

### Desembre de 2008
| Data  | Cursa                              | País      | Cat. | Vencedor             | Equip                               |
| ----- | ---------------------------------- | --------- | ---- | -------------------- | ----------------------------------- |
| 13    | International Grand Prix Al-Khor   | Qatar     | 1.2  | Rafaâ Chtioui        | Doha                                |
| 14    | International Grand Prix Losail    | Qatar     | 1.2  | Abdelbasset Hannachi | Doha                                |
| 14-21 | Tour del Mar de la Xina Meridional | Hong Kong | 2.2  | Xu Gang              | Hong Kong Shanghai Sports Institute |
| 15    | International Grand Prix Messaeed  | Qatar     | 1.2  | Ayman Ben Hassine    | Doha                                |
| 16    | Gran Premi de Doha                 | Qatar     | 1.2  | Ayman Ben Hassine    | Doha                                |
| 18-20 | Cycling Golden Jersey              | Qatar     | 1.2  | Alexey Lyalko        | Equip nacional del Kazakhstan       |

### Gener
| Data | Cursa                    | País                | Cat. | Vencedor          | Equip |
| ---- | ------------------------ | ------------------- | ---- | ----------------- | ----- |
| 23   | H. H. Vice President Cup | Emirats Àrabs Units | 1.2  | Ayman Ben Hassine | Doha  |
| 24   | Emirates Cup             | Emirats Àrabs Units | 1.2  | Ayman Ben Hassine | Doha  |

### Febrer
| Data | Cursa            | País     | Cat. | Vencedor   | Equip                                           |
| ---- | ---------------- | -------- | ---- | ---------- | ----------------------------------------------- |
| 1-6  | Tour de Qatar    | Qatar    | 2.1  | Tom Boonen | Quick Step                                      |
| 9-15 | Tour de Langkawi | Malàisia | 2.HC | José Serpa | Serramenti PVC Diquigiovanni-Androni Giocattoli |

### Març
| Data | Cursa          | País        | Cat. | Vencedor           | Equip         |
| ---- | -------------- | ----------- | ---- | ------------------ | ------------- |
| 8-14 | Tour de Taïwan | Xina Taipei | 2.1  | Krzysztof Jeżowski | Merida Europe |

### Abril
| Data  | Cursa             | País      | Cat. | Vencedor        | Equip                    |
| ----- | ----------------- | --------- | ---- | --------------- | ------------------------ |
| 4-9   | Tour de Tailàndia | Tailàndia | 2.2  | Andrew Bajadali | Kelly Benefit Strategies |
| 19-26 | Jelajah Malaysia  | Malàisia  | 2.2  | Timothy Roe     | Savings & Loans          |
| 30-3  | Tour de Singkarak | Indonèsia | 2.2  | Ghader Mizbani  | Petrochemical Tabriz     |

### Maig
| Data  | Cursa                  | País | Cat. | Vencedor          | Equip                         |
| ----- | ---------------------- | ---- | ---- | ----------------- | ----------------------------- |
| 11-15 | President Tour of Iran | Iran | 2.2  | Ghader Mizbani    | Petrochemical Tabriz          |
| 17-24 | Volta al Japó          | Japó | 2.2  | Sergio Pardilla   | CarmioOro-A Style             |
| 27-30 | Tour de Kumano         | Japó | 2.2  | Valentín Iglinski | Equip nacional del Kazakhstan |

### Juny
| Data | Cursa         | País          | Cat. | Vencedor      | Equip  |
| ---- | ------------- | ------------- | ---- | ------------- | ------ |
| 5-14 | Tour de Corea | Corea del Sud | 2.2  | Roger Beuchat | Neotel |

### Juliol
| Data  | Cursa                 | País            | Cat. | Vencedor       | Equip                         |
| ----- | --------------------- | --------------- | ---- | -------------- | ----------------------------- |
| 17-26 | Tour del llac Qinghai | R.P. de la Xina | 2.HC | Andrei Mizúrov | Equip nacional del Kazakhstan |
| 28-30 | Perlis Open           | Malàisia        | 2.2  | Anuar Manam    | Azad University Iran          |

### Agost
| Data | Cursa                                          | País      | Cat. | Vencedor            | Equip                         |
| ---- | ---------------------------------------------- | --------- | ---- | ------------------- | ----------------------------- |
| 8-10 | Tour de Java oriental                          | Indonèsia | 2.2  | Andrei Mizúrov      | Petrochemical Tabriz          |
| 16   | Campionats d'Àsia de ciclisme - contrarellotge | Indonèsia | CC   | Dmitri Fofónov      | Equip nacional del Kazakhstan |
| 17   | Campionats d'Àsia de ciclisme - cursa en ruta  | Indonèsia | CC   | Aleksandr Vinokúrov | Equip nacional del Kazakhstan |

### Setembre
| Data | Cursa           | País | Cat. | Vencedor         | Equip                            |
| ---- | --------------- | ---- | ---- | ---------------- | -------------------------------- |
| 9-13 | Tour d'Hokkaido | Japó | 2.2  | Takashi Miyazawa | EQA-Meitan Hompo-Graphite Design |

### Proves anul·lades
| Data         | Prova                        | País                | Cat. | Causa |
| ------------ | ---------------------------- | ------------------- | ---- | ----- |
| 26 gener     | UAE International Race       | Emirats Àrabs Units | 1.2  |       |
| 20-21 juny   | Petaling Jaya City Criterium | Malàisia            | 2.2  |       |
| 1-7 juliol   | Tour de l'Azerbaidjan        | Iran                | 2.2  |       |
| 11-19 juliol | Wind from the East           | Rússia              | 2.2  |       |
| 20-21 juliol | Melaka Chief Minister Cup    | Malàisia            | 2.2  |       |
| 23-25 juliol | Jelajah Negeri Sembilan      | Malàisia            | 2.2  |       |

## Classificacions
- Font: UCI Àsia Tour Arxivat 2015-12-24 a Wayback Machine.

| #   | Ciclista                     | Equip                | Pts    |
| 1.  | Ghader Mizbani Iranagh (IRI) | Petrochemical Tabriz | 384,5  |
| 2.  | Andrey Mizourov (KAZ)        | Petrochemical Tabriz | 368,5  |
| 3.  | Boris Shpilevsky (RUS)       | -                    | 254    |
| 4.  | Dmitriy Fofonov (KAZ)        | -                    | 242    |
| 5.  | Valentin Iglinskiy (KAZ)     | -                    | 217    |
| 6.  | Ayman Ben Hassine (TUN)      | Doha                 | 179,66 |
| 7.  | Abdelbasset Hannachi (ALG)   | Doha                 | 178    |
| 8.  | Takashi Miyazawa (JPN)       | EQA-Meitan Hompo     | 161    |
| 9.  | Taiji Nishitani (JPN)        | Aisan Racing Team    | 152,25 |
| 10. | Jai Crawford (AUS)           | Savings & Loans      | 146    |

| #    | Equip                        | País          | Pts    |
| 01.  | Petrochemical Tabriz         | Iran          | 1015   |
| 02.  | Doha                         | Qatar         | 628,66 |
| 03.  | Azad University Iran         | Iran          | 438    |
| 04.  | Serramenti PVC Diquigiovanni | Veneçuela     | 335    |
| 05.  | EQA-Meitan Hompo             | Japó          | 268    |
| 06.  | Aisan Racing Team            | Japó          | 250    |
| 07.  | Savings & Loans              | Austràlia     | 240    |
| 08.  | Cervélo TestTeam             | Suïssa        | 228    |
| 09.  | Seoul                        | Corea del Sud | 210    |
| 010. | CarmioOro-A Style            | Itàlia        | 205    |

| #   | País            | Pts     |
| 1.  | Kazakhstan      | 1259,82 |
| 2.  | Iran            | 1015,5  |
| 3.  | Japó            | 780,25  |
| 4.  | Malàisia        | 292     |
| 5.  | Uzbekistan      | 255,98  |
| 6.  | Corea del Sud   | 255     |
| 7.  | Kirguizstan     | 185     |
| 8.  | R.P. de la Xina | 183     |
| 9.  | Hong Kong       | 150     |
| 10. | Síria           | 139     |

| #   | País            | Pts   |
| 1.  | Iran            | 160   |
| 2.  | Kazakhstan      | 89,98 |
| 3.  | Malàisia        | 63    |
| 3.  | Japó            | 63    |
| 5.  | Mongòlia        | 44    |
| 6.  | Tailàndia       | 41    |
| 7.  | Vietnam         | 40    |
| 8.  | Corea del Nord  | 38    |
| 9.  | R.P. de la Xina | 36    |
| 10. | Corea del Sud   | 30    |